# Montserrat Farreras i Forns
Montserrat Farreras i Forns   (Girona, 20 de maig de 1923 - 19 d'abril de 2022) llicenciada en història, va ser professora de les Carmelites de Girona durant 30 anys i va formar una família amb Manel Nadal i Oller amb qui van tenir dotze fills, entre els quals Joaquim, Rafael, Josep Maria i Manel.
Va néixer en una família que es va traslladar a Girona procedent de la Garrotxa a finals del segle XIX. Va ser filla única de l'empresari de fustes Josep Farreras i Maria Teresa Forns. Es va llicenciar en Història amb premi extraordinari i va ser professora de les Carmelites de Girona durant 30 anys. Va viure entre Sant Pere de Galligants, Aiguaviva i Palamós. De fortes conviccions cristianes, amb el seu marit Manel Nadal van decidir seguir l'espiritualitat de l'Opus Dei des del 1953. A banda de la seva feina com a professora, ensenyava a cuinar i era l'alumna més gran de l'Escola Oficial d'Idiomes. El seu fill Rafel Nadal va escriure el tercer llibre de la seva trilogia, amb el títol Quan s'esborren les paraules, amb la vista posada en la seva mare Montserrat, per a recordar el que ella, que va patir Alzheimer els darrers vuit anys de vida, perdia.